# Stinkor
Stinkor, izmišljeni lik iz Mattelove franšize Gospodari svemira. Izgledom je humanoidni tvor koji ima sposobnost ispuštanja otrovnog mirisa iz svog tijela, koji čini njegove neprijatelje nepokretnima ili nesposobnima da nastave pružati otpor. Pripadnik je Zlih ratnika, a glavni protivnik mu je Moss-Man, zaštitnik šume i prirode.
Akcijska figura Stinkora je zapravo prebojena i prepravljena figura Mer-Mana, koja ima drugačiji oklop i plavi štit kao oružje. Također, figura je posebno tretirana mirisom, tako da je jedna od rijetkih koja ima specifičan miris. S obzirom da je odljev umočen u miris, a nije nanesen naknadno kao sprej, tvrdi se kako su Stinkorove figure iz 1985. godine zadržale svoj specifičan miris i nakon 20 godina.

## Povijest lika
Prema jednoj verziji priče, Stinkor je pripadnik rase Pelezijaca, miroljubivih bića koja većinom žive u selu Peleziji. Njegovo pravo ime je Odiphus i još je od malena htio biti kriminalac te je jednom prilikom izdao svoje suseljane. Srećom, Čarobnica je spasila selo od opasnosti, a mladi Odiphus je zauvijek izgnan iz sela. Kasnije je završio u zatvoru u Eternosu, a nakon bijega se priključio Skeletoru i njegovim Zlim ratnicima.
Oduphus je stradao tijekom jednog Tri-Klopsovog pokusa, nakon kojeg je mutirao u Stinkora i razvio odvratan smrad koji nitko ne može podnijeti pa ni on sam. S vremenom je dobio oklop koji mu pomaže da normalno diše i kontrolira izbacivanje svog smrada prema protivnicima, što mu je postalo glavno oružje.

## Originalni mini stripoviGospodari svemira
Prvi put se pojavio kao lik 1985. godine u mini stripu "Smrad zla" (The Stench of Evil), kao glavni antagonist Moss-Manu. Zbog kasnog pojavljivanja u obliku akcijske figure, nije stigao biti predstavljen u Filmationovom animiranom serijalu He-Man i Gospodari svemira, a postoji i priča da zapravo Filmationovi producenti nisu htjeli predstaviti jedan tako bizaran lik, kojemu je glavna snaga njegov smrad. U mini stripu je prikazano kako mu, osim vlastitog smrada, smetaju i lijepi mirisi cvijeća i općenito vegetacije.

## Televizijska adaptacija lika

### He-Man i Gospodari svemira (2002. – 2004.)
Na televizijskom ekranu se prvi put pojavljuje u novoj verziji animiranog serijala He-Man i Gospodari svemira kojeg je realizirala producentska kuća Mike Young Productions za potrebe reklamiranja nove Mattelove linije akcijskih figura i setova pod brandom Gospodari svemira. U novom serijalu je Stinkoru dan životopis u kojem se prikazuje kako je nekoć bio maleno stovrenje poput oveće bijele mačke pod imenom Odiphus, koje je sanjalo o kriminalnom životu. Nakon što je zbog svog nedjela prognan iz sela, našao je utočište kod Skeletora, gdje je stradao u Tri-Klopsovom pokusu i pretvorio se u smrdljivog Stinkora.

### Gospodari svemira: Otkriće (2021. – ...)
U Netflixovoj inačici animirane serije, pod nazivom Gospodari svemira: Otkriće, Stinkor je lopov koji krade preostale magične predmete na Eterniji zbog njihove ogromne vrijednosti, što je izazvano nestankom magije nakon uništenja Sfere moći. Njegov ukradeni predmet traže Teela i Andra te odlaze u njegovo skrovište ispunjeno smećem s maskama na licu te ga savladavaju i oduzimaju mu traženi predmet.

## Sposobnosti, oružje i moći
Stinkorova glavna moć je njegov nesnosan smrad, na koji ni sam nije imun, zobg čega nosi zaštitno odijelo kako bi mogao normalno i nesmetano disati. Od konvencionalnog oružja posjeduje samo plavi štit.

## Vanjske poveznice
- Stinkor – he-man.fandom.com (engl.)
- Stinkor (Otkriće) – he-man.fandom.com (engl.)